# シカゴ・ホエールズ
シカゴ・ホエールズ（Chicago Whales）は、1914年と1915年にイリノイ州シカゴを本拠地として、フェデラル・リーグで活動していたプロ野球チーム。

## 球団史
フェデラル・リーグ創設に関わったシカゴの資本家チャールズ・ウィーグマンによって1913年に創設された。当初は「シカゴ・フェデラルズ」と名乗っていたが、1915年の開幕前にチームの愛称を懸賞金付きで公募し、1915年シーズンは「シカゴ・ホエールズ」として活動した。チーム設立の際、前年にシカゴ・カブスとの契約がこじれていたジョー・ティンカーを監督として招き入れ、後に「リグレー・フィールド」となるウィーグマン・パークの建設も行った。
リーグ1年目はパイレーツから移籍したクロード・ヘンドリクスがリーグ最多の29勝、最優秀防御率1.69を記録、攻撃では外野手のダッチ・ツウィリングが最多本塁打を放つなど活躍し、インディアナポリス・フージャーズと首位を争ったが、1.5ゲーム差の2位となり優勝を逃した。翌1915年にカブスからジョージ・マッコーネルやモーデカイ・ブラウンを補強、マッコーネルは25勝を挙げリーグ最多勝利投手となる。チームはこの年もセントルイス・テリアズと優勝を争い、ゲーム差無しでのリーグ優勝を果たした。1915年のワールドシリーズを『三つ巴』で開催するように要望したが、ナショナル・アメリカン両リーグの反対によりホエールズのワールドシリーズ参加は認められなかった。
1915年にリーグが消滅した際、チームはシカゴ・カブスに吸収された。

## 戦績
※順位は勝率による。
| 年度   | リーグ | 試合 | 勝利 | 敗戦 | 勝率 | 順位 | 監督               | 本拠地        |
| ------ | ------ | ---- | ---- | ---- | ---- | ---- | ------------------ | ------------- |
| 1914年 | FL     | 157  | 87   | 67   | .565 | 2位  | ジョー・ティンカー | Weeghman Park |
| 1915年 | FL     | 155  | 86   | 66   | .566 | 1位  | ジョー・ティンカー | Weeghman Park |

## 所属した主な選手
- ダッチ・ツウィリング：中堅手。メジャー実働4年。1915年にリーグ最多の94打点を記録した。
- クロード・ヘンドリクス：投手。通算144勝116敗。1914年に29勝で最多勝。

## 主な球団記録
打撃記録
- 通算安打数：342（ダッチ・ツウィリング）
- 通算本塁打：29（ダッチ・ツウィリング）
- 通算打点数：189（ダッチ・ツウィリング）
- 通算盗塁数：74（マックス・フラック）

投手記録
- 通算勝利数：45（クロード・ヘンドリクス）
- 通算奪三振：296（クロード・ヘンドリクス）
- 無安打試合：1915年5月15日（クロード・ヘンドリクス）